# Potok Górny (gmina)
Pour les articles homonymes, voir Potok Górny.
Potok Górny est une gmina rurale (gmina wiejska) de la powiat de Biłgoraj, dans la Voïvodie de Lublin, dans l'est de la Pologne.
Son siège administratif (chef-lieu) est le village de Potok Górny, qui se situe environ 22 kilomètres au sud-ouest de Biłgoraj (siège du powiat) et 96 kilomètres au sud de la capitale régionale Lublin (capitale de la voïvodie).
La gmina couvre une superficie de 111,16 km2 pour une population de 5 591 habitants en 2006.

## Histoire
De 1975 à 1998, la gmina est attachée administrativement à la voïvodie de Zamość.
Depuis 1999, elle fait partie de la voïvodie de Lublin.

## Géographie
La gmina inclut les villages et localités de :

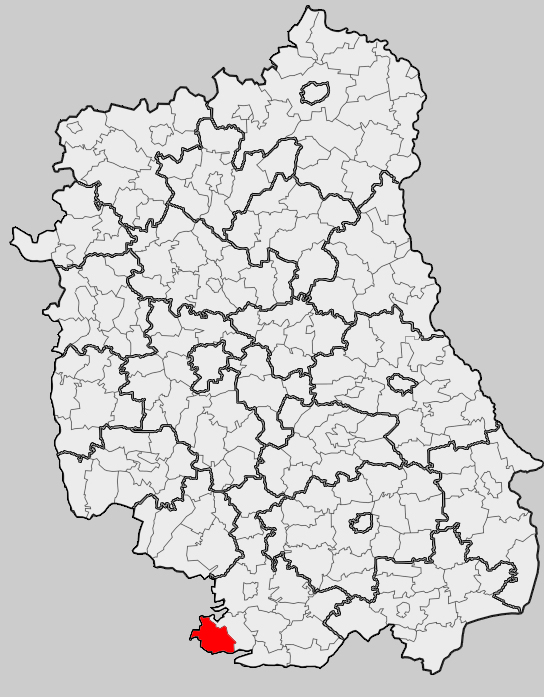
Position de la gmina dans la voïvodie

- Dąbrówka
- Jasiennik Stary
- Jedlinki
- Kolonia Malennik
- Lipiny Dolne
- Lipiny Dolne-Kolonia
- Lipiny Górne-Borowina
- Lipiny Górne-Lewki
- Naklik
- Potok Górny
- Szyszków
- Zagródki

### Gminy voisines
La gmina de Potok Górny est voisine des gminy suivantes :
- Biszcza
- Harasiuki
- Krzeszów
- Kuryłówka

## Structure du terrain
D'après les données de 2002, la superficie de la commune de Potok Górny est de 111,16 kilomètres carrés, répartis comme telle :
- terres agricoles : 68%
- forêts : 27%

La commune représente 6,61% de la superficie du powiat.

## Démographie
Données du 30 juin 2004:
| Description        | Total  | Total | Femmes | Femmes | Hommes | Hommes |
| ------------------ | ------ | ----- | ------ | ------ | ------ | ------ |
| Unité              | Nombre | %     | Nombre | %      | Nombre | %      |
| Population         | 5 679  | 100   | 2 822  | 49,7   | 2 857  | 50,3   |
| Densité (hab./km²) | 51,2   | 51,2  | 25,4   | 25,4   | 25,8   | 25,8   |